# Чжан Ляо
Чжан Ляо (спрощ.: 张辽; кит. трад.: 張遼; піньїнь: zhāng liáo; 169 — 222) — китайський державний діяч, військовик періоду Саньго. Генерал Цао Цао, засновника династії Вей. Брав участь в кампаніях проти Юань Шао та кочових племен ухань. В китайському фольклорі і літературі відомий як один з «п'яти генералів династії Вей». Посмертне ім'я — князь Ган.

## Біографія
Чжан Ляо походив з повіту Маї командирства Яньмень. Початково служив різним володарям: Дін Юаню, Дун Чжо та Лю Бею. 198 року, після поразки в битві при Сяпі, перейшов на бік переможця Цао Цао.
200 року брав участь в битві при Гуаньду проти військ Юань Шао та Юань Таня. Керував загоном спеціального призначення, атакував узбережжя і здобув голову ворожого полководця на ім'я Лю Ї 柳毅. Був сміливим, але під час бойових операцій завжди зберігав витримку та спокій.
215 року, під час війни між династіями Вей та У, захистив місто Хефей від ворожого штурму. Зокрема, за відсутності Цао Цао відбив атаку 100 тисячного війська Сунь Цзюаня, маючи невеликий загін у 800 солдатів та офіцерів. Після цього понад десять днів захищав Хефей від приступів противника. Коли Сунь Цзюань відступив від міста, раптово атакував його в місцевості Сяояоцзін й розбив дощенту. Завдяки цій перемозі прославився в династії У як «страшний генерал». Згідно з китайським середньовічним «Романом трьох держав» діти династії У переставали плакати вночі, коли їхні матері згадували про Чжан Ляо.